# ジェラール・ウーリー
ジェラール・ウーリー（Gérard Oury、1919年4月29日 - 2006年7月20日）は、フランスの映画監督、俳優、脚本家。

## 経歴
1919年、ヴァイオリニストの父セルジュ・トノンボーと、ジャーナリストの母マルセル・ウーリーのあいだに生まれる。フランス国立高等演劇学校で演劇を学び、第二次世界大戦が始まる1年前に国立劇団コメディ・フランセーズに入団するも、第二次世界大戦中、ヴィシー政権成立のもとで施行されたユダヤ人迫害法から逃れるためにスイスに移り住む。1945年から俳優活動を再開して舞台や映画に出演しはじめ、1959年には映画『熱い手』で初監督をつとめる。
その後、コメディアンのブールヴィルとルイ・ド・フュネスを起用して、ウーリーが監督をつとめた1965年の映画『大追跡』は商業的に成功をおさめ、さらに翌年公開された『大進撃』が、1939年の映画『風と共に去りぬ』の持っていたフランス国内観客動員数記録を更新するといった大成功をおさめる。このときに記録した国内観客動員数1727万人という数字は、のちにジェームズ・キャメロン監督の1997年の映画『タイタニック』が公開されるまで破られることがなかった。
私生活上のパートナーは女優ミシェル・モルガンだった。彼の娘（モルガンの継子）が映画監督・脚本家であるダニエル・トンプソン、孫は映画監督・脚本家・俳優のクリストファー・トンプソンである。
2006年7月20日、サントロペにて87歳で死去した。

## フィルモグラフィ
- 『夜は我がもの』 - La nuit est mon royaume （1951年、出演）
- 『断固戦う人々』 - They Who Dare （1954年、出演）
- 『河の女』 - La donna del fiume （1954年、出演）
- 『悪の決算』 - Les héros sont fatigués （1955年、出演）
- 『男の世界』 - La meilleure part （1955年、出演）
- 『仮面の追撃』 - House of Secrets （1956年、出演）
- 『目撃者』 - Méfiez-vous, fillettes! （1957年、出演）
- 『絶体絶命』 - Le dos au mur （1958年、出演）
- 『両面の鏡』 - Le miroir à deux faces （1958年、出演・脚本）
- 『彼奴を殺せ』 - Un témoin dans la ville （1959年、脚本）
- 『バベット戦争へ行く』 - Babette s'en va-t-en guerre （1959年、脚本）
- 『気分を出してもう一度』 - Voulez-vous danser avec moi? （1959年、脚本）
- 『熱い手』 - La main chaude （1960年、監督・脚本）
- 『悪い女』 - Le crime ne paie pas （1962年、監督）
- 『大追跡』 - Le corniaud （1965年、監督・脚本）
- 『大進撃』 - La grande vadrouille （1966年、監督・脚色）
- 『大頭脳』 - Le cerveau （1969年、監督・脚本）
- 『大乱戦』 - La folie des grandeurs （1971年、監督・脚本）
- 『ニューヨーク←→パリ大冒険』 - Les aventures de Rabbi Jacob （1973年、監督・脚本）
- 『J＝P・ベルモンドの エースの中のエース』 - L'as des as （1982年、監督・脚本）
- 『男と女II』 - Un homme et une femme, 20 ans déjà （1986年、出演）
- 『大迷惑』 - Lévy et Goliath （1987年、監督・脚本）